# Связь в Черногории
Связь в Черногории включает в себя радиовещание, телевещание, телефонные сети и Интернет.

## Радио
В стране насчитывалось по состоянию на 2007 год 14 местных радиостанций и 40 частных радиостанций (при 31 радиостанции в 2004 году). Государственная радиостанция — Radio Crne Gore, вещающая с 1944 года и входящая в состав Радио и телевидения Черногории.

## Телевидение
В стране насчитывалось по состоянию на 2007 год 4 общественных, 20 частных и один спутниковый телеканал (при 13 телеканалах в 2004 году). Государственные телеканалы — TVCG 1, TVCG 2 и TVCG SAT, входящие в состав Радио и телевидения Черногории. Правительство, которое является де-юре владельцем государственных теле- и радиостанций, по некоторым оценкам, оказывает влияние на составление сетки вещания.

## Телефонная связь
- Код страны: +382[1]
- Телефонные линии: 163 тысячи (131-е место в мире на 2012 год)[1].
  - Основные операторы стационарной связи: T-Com Montenegro (владелец — Crnogorski Telekom) и MTEL (владелец — Telekom Srbija).
- Мобильная связь: 1,1 млн абонентов (154-е место в мире[1], 178 телефонов на 100 человек, 9-е место в мире по плотности)[3].
  - Основные GSM-операторы мобильной связи: Telenor Montenegro (владелец — Telenor), T-Mobile Montenegro (владелец —  Crnogorski Telekom) и m:tel (владелец — Telekom Srbija). Полное национальное покрытие. С 2007 года предоставляются услуги 3G.
- Уровень развития технологий: современная система телекоммуникаций с доступом к европейским спутникам, функционирование GSM благодаря трём провайдерам, два выхода к международной системе (на 2011 год)[1].

По среднему количеству мобильных телефонов на человека Черногория в Европе занимает 2-е место, уступая только России, а в мире занимает 9-е место.

## Интернет
В стране насчитывалось 50 тысяч пользователей по состоянию на 2004 год. Основным провайдером являлась компания T-Com Montenegro. С 2005 года поддерживается ADSL (ранее только поддержка модемной связи), а в 2012 году появилась сеть WiMAX. Услуги ADSL представляет компания Crnogorski Telekom, услуги WiMAX — провайдер WiMAX Montenegro. Скорость отдачи обычно значительно выше, чем при ADSL-подключении. Покрытие сети WiMAX есть в Подгорице, Цетине, Будве, Сутоморе, Бар, Улцинь, Даниловграде и Никшиче. Планируется развитие в Герцег-Нови.
Домен .me был выделен Черногории 24 сентября 2007 года, в связи с чем домен .yu устарел.